# Chocholná-Velčice
Chocholná-Velčice (Hongaars: Tarajosvelcsőc) is een Slowaakse gemeente in de regio Trenčín, en maakt deel uit van het district Trenčín.
Chocholná-Velčice telt 1.741 inwoners.